# 宣恩县
29°59′25″N 109°28′38″E / 29.99028°N 109.47722°E
宣恩县在中国湖北省西南部、清江上游，是恩施土家族苗族自治州所辖的一个县；邻接湖南省。
总面积为2758.2平方公里，常住人口约29万人。县人民政府駐珠山鎮人民路8號。

## 行政区划
宣恩县下辖5个镇、2个乡、2个民族乡：
珠山镇、椒园镇、沙道沟镇、李家河镇、高罗镇、万寨乡、长潭河侗族乡、晓关侗族乡和椿木营乡。

## 歷史
明代至清代初期，本地域歸施南宣慰司，施州衛管轄. 
清代乾隆元年1736年，置宣恩县。
1933年、1935年曾建立县苏维埃政府，为湘鄂西革命老根据地。
1949年属恩施专区，1970年属恩施地区。
1983年属鄂西土家族苗族自治州，1993年属恩施土家族苗族自治州。

## 人口
根據恩施州全國第七次全國人口普查公報，截至2020年11月1日零時，宣恩縣常住人口284955人。
宣恩縣除土家族、侗族兩個少數民族人口較多外；彝、回、白、滿、壯、蒙古、畲、傣、朝鮮、維吾爾等32個少數民族。

## 交通
- 209国道、 351国道过境。